# Геранёнский замок
Геранёнский замок (бел. Геранёнскі замак) — несохранившийся памятник дворцово-замковой архитектуры конца XV — начала XVI в. Построен у деревни Геранёны в Ивьевском районе Гродненской области Беларуси. Принадлежал литовским магнатам Гаштольдам.

## История
Замок построен, вероятно, в конце XV — начале XVI веков, когда Геранёнами владел канцлер ВКЛ Албрехт Гаштольд. Геранёны начинают именоваться в документах «муроваными» (murata) не позже 1510 года. В 1530 году Альбрехт Гаштольд получил от императора Карла V титул графа «из Мурованых Геранен». Здесь же последний из Гаштольдов, сын Альбрехта Станислав, сыграл свадьбу с Барбарой Радзивилл — будущей королевой Польши. До 1542 года замком владели Гаштольды, затем — великие князья литовские и короли польские Сигизмунд I и Сигизмунд II Август, до 1588 — разные лица, позже Сапеги, с 1643 — подскарбий Николай Кишка. Во время войны России с Речью Посполитой (1654—1667) замок был разрушен русским войском, с конца XVII века замок и деревня Геранёны находились на государственном содержании. В 1708 году в замке размещался польский король Станислав Лещинский. После Северной войны (1700—1721) замок пришёл в упадок.
В начале XIX века в Геранёнском замке уже не жили, в середине века значительную часть руин разобрали на возведение в деревне Липнишки различных хозяйственных построек. Наполеон Орда зарисовал в середине XIX века только руины замка высотой до первого этажа.
В настоящее время на месте замка сохранились лишь рвы, земляные валы, небольшие фрагменты (1-2 м в высоту) каменных цилиндрических башен и стен. Вся территория замка заросла деревьями и кустарником.
Согласно госпрограмме «Замки Беларуси» на 2012 - 2016 года, в 2015 году проведена консервация остатков рвов, земляных валов и фрагментов Геранёнского замка.
Перспективы восстановления замка можно оценить как высокие, в случае хорошей экономической обстановки в стране. Пока же информации о том, когда начнутся работы по восстановлению замка — нет.

## Архитектура
Замок размещался на искусственной насыпи, сделанной из земли, выброшенной из рва, окружавшего замчище. Перед рвом был земляной вал высотой 9-10 м, шириной около 15 м и длиной по периметру более 700 м. Вал в плане напоминал вытянутый прямоугольник с закруглёнными углами. Оборона замка не была рассчитана на природные препятствия и не имела искусственного обводнения. Только внешний оборонительный ров на отдельных участках мог наполняться водой во время весеннего таяния снега или осенью, когда шли дожди. Характер первоначальных навальных конструкций Геранёнского замка не выяснен, но, по-видимости, это были обычные деревянные стены. Замок имел вид квадрата (27×27 м), на каждом углу которого стояли цилиндрические башни (диаметр 8 м).
Исследование (1972, М. Ткачёв) уцелевших остатков стен и башен показало, что они были сложены в традиционной для Белоруссии технике полосатой кладки, с широким использованием камня и кирпича, шедшего в основном на облицовку башен. Известковый раствор имеет незначительную примесь толчёной глины и отличается прочностью. Стены замка толщиной 1,4 м на отдельных участках достигают теперь высоты 4 м. Первоначально они были ненамного выше внешнего оборонительного вала, который предназначался, вероятно, в первую очередь для прикрытия замка от прямого обстрела. Фундаменты высотой 1 м сделаны из больших камней (70×50 см), положенных на извёстке. Промежутки между ними были старательно заделаны кусками кирпича и раствором.
Двухметровой толщины стены башен были сложены из камней и снаружи облицованы кирпичом. Толщина известкового раствора — 2-3,5 см. Кирпич — крупноразмерный, бороздчатый, размерами 29,5 × 13(14) × 6 (8) см. Глубина залегания фундамента башен и стен около 1 м. Фундаменты перевязаны, а линии каменной и кирпичной кладки совпадают. Одинаковые техника кладки и размеры кирпичей свидетельствуют об одновременности постройки стен и башен. Северо-западная башня имела сводчатое перекрытие, разделявшее 2 нижние этажа (сохранился оконный проём нижнего этажа высотой 1 м и шириной 0,6м с готической аркой).
Кроме самого замка каменными были наугольные рондели и брама на окружающем замок внешнем валу. Позже вдоль внутренней стороны вала была возведена подпорная стенка.
Вопрос жилых помещений замка изучен не полностью. Временами как описание замкового дворца рассматривают упоминание 2-этажного частично каменного дома в инвентаре 1765 г., однако при сравнении с другими инвентарями Геранён этого периода, выглядит более вероятным, что речь идёт об отдельном здании «на приезд панский», возведённого, по видимости, даже за границами замковых валов. Также не относилось, вероятно, к замку и деревянное жилое здание, упомянутое в 1560-х.
При раскопках найдена плоская и корытообразная черепица, которой покрывали крыши башен, а также крыши над боевым ходом стен и дворец.

## Фортификация
Геранёнский замок возводился в те времена, когда значительно выросла роль артиллерии. В связи с этим основную тяжесть обороны стали переносить на внешние укрепления — рвы и валы. Замок был одной из первых в ВКЛ попыток фортификации в условиях применения огнестрельного оружия, считается, что замок в линии обороны имел прототип бастиона.
Валы делались высокими, чтобы они надёжно закрывали главную часть замковой постройки, и на значительном расстоянии от неё. В Геранёнском замке, например, валы отнесены на 80 м. Центр обороны тут акцентирован на внешнем валу (теперь достигает  высоты 10 м). С внутренней его стороны сделана каменная стена толщиной 1,25 м и высотой 4,5 м, выполнявшая роль подпорной стены и надёжно предотвращавшая оползание вала внутрь замкового двора. Под её прикрытием во время осады могли перемещаться воины гарнизона, о чём свидетельствует мощёная дорожка у самого низа стены. После одной из подсыпок вала строители были вынуждены укрепить стену небольшими контрфорсами — «бычками», возведёнными почти через каждые 3-3,5 м. Подпорная стена и «бычки» выполнены в технике полосатой кладки с использованием больших (около 1 метра) обтёсанных камней и кирпичей, положенных на извёстке. Кирпичи, как и в замке, бороздчатые. Отрезки подпорной стенки сходились в углах вала и переходили в 7-гранные башни-рондели (толщина стен 1,75 м), которые являлись важными огневыми пунктами. Можно судить, что они были 2-этажными, с балочным перекрытием, нижний этаж (высота около 4,5 м) полностью находился в толще вала. Тут, вероятно, хранились военные припасы и снаряжение. 2-й этаж начинался от поверхности вала и напоминал 7-гранный каменный бастион с периметром стен около 25 м. Это позволяло разместить тут несколько пушек или несколько десятков солдат. На 2-й этаж вела каменная лестница, начинавшаяся у самого основания подпорной стены, у стыка её с ронделем. Значительную огневую силу можно было сконцентрировать и на самом земляном валу. На отдельных участках, особенно с востока, где был въезд в замок, ширина вершины вала достигает теперь 6-7 м. На такой площадке можно было разместить или традиционные деревянные стены венцовой или заборной конструкции или характерные для XVI—XVII веков земляные брустверы. Оборонительный ров достигает тут глубины 4 м и ширины 15 м.
Въездная замковая брама размещалась на нижнем этаже юго-западного ронделя, стены которого имели около 2,2 м толщины. Часть моста перед ней, возможно, поднималась на цепях. Въезд в замок держался под обстрелом с верхней части брамы и с примыкающих к ней заграждений. Справа от брамы существовал бастионоподобный выступ, фланкировавший огнём мост и ближайшие подступы к браме. Такой элемент обороны является одним из первых известных в Белоруссии и датируется началом XVI века. Это как бы прообраз тех бастионов и бастионной системы укреплений, широко распространившихся на территории Белоруссии во второй половине XVI—XVII веков.
Дополнительной преградой на пути в замок являлся и каменный Геранёнский Николаевский костёл (построенный в 1519 году). Обнесённый стеной он примыкал непосредственно к оборонительному рву перед брамой.
С военной точки зрения Геранёнский замок в начале XVI века был мощным сооружением. Он вобрал в себя почти все известные элементы фортификации, позволявшие на протяжении долгого времени противостоять тактике и технике осады того времени.